# Champions Trophy der Herren 2011
Die 33. Champions Trophy der Herren im Hockey fand vom 3. bis zum 11. Dezember 2011 in Auckland (Neuseeland) statt. Erstmals hat es zwei Vorrundengruppen gegeben, von denen die Gruppenersten und -zweiten in eine neue Gruppe kamen, ebenso die Gruppenletzten. Anschließend gab es K.-o.-Spiele.
Am Ende gewann zum vierten Mal in Folge Australien.
Das Turnier sollte ursprünglich in Neu-Delhi, Indien stattfinden. Da es Indien aber nicht fertiggebracht hat, einen gemeinsamen Hockey-Verband für Damen und Herren zu bilden – wie es das IOC und die FIH vorschreiben –, wurde die Trophy nach Auckland, Neuseeland verlegt.

## Teilnehmer
- Australien (Weltmeister 2010, Titelverteidiger und Olympiadritter)
- Deutschland (Olympiasieger 2008, Vizeweltmeister)
- Spanien (Olympiazweiter, Fünfter der Weltmeisterschaft)
- Niederlande (Dritter der Weltmeisterschaft)
- Großbritannien (Als England Vierter der Weltmeisterschaft)
- Pakistan
- Südkorea
- Neuseeland (Gastgeber)

## Ergebnisse

### Vorrunde

#### Gruppe A
Tabelle
| Pl. |                | Sp. | Tore | Pkt. |          |
| --- | -------------- | --- | ---- | ---- | -------- |
| 1.  | Australien     | 3   | 13:4 | 9    | Gruppe C |
| 2.  | Spanien        | 3   | 14:6 | 6    | Gruppe C |
| 3.  | Großbritannien | 3   | 4:13 | 3    | Gruppe D |
| 4.  | Pakistan       | 3   | 4:12 | 0    | Gruppe D |

Spiele
| 3. Dezember 2011 |           |                |  |
| Australien       | 3:2 (1:2) | Spanien        |  |
| Großbritannien   | 2:1 (0:1) | Pakistan       |  |
| 5. Dezember 2011 |           |                |  |
| Großbritannien   | 1:4 (0:2) | Australien     |  |
| Spanien          | 4:2 (2:1) | Pakistan       |  |
| 6. Dezember 2011 |           |                |  |
| Spanien          | 8:1 (4:1) | Großbritannien |  |
| Australien       | 6:1 (2:0) | Pakistan       |  |

#### Gruppe B
Tabelle
| Pl. |             | Sp. | Tore | Pkt. |          |
| --- | ----------- | --- | ---- | ---- | -------- |
| 1.  | Niederlande | 3   | 8:5  | 7    | Gruppe C |
| 2.  | Neuseeland  | 3   | 10:6 | 4    | Gruppe C |
| 3.  | Deutschland | 3   | 7:7  | 4    | Gruppe D |
| 4.  | Südkorea    | 3   | 4:11 | 1    | Gruppe D |

Spiele
| 3. Dezember 2011 |           |             |  |
| Deutschland      | 2:1 (1:1) | Neuseeland  |  |
| Niederlande      | 2:0 (1:0) | Südkorea    |  |
| 5. Dezember 2011 |           |             |  |
| Niederlande      | 3:2 (2:2) | Deutschland |  |
| Südkorea         | 1:6 (1:2) | Neuseeland  |  |
| 6. Dezember 2011 |           |             |  |
| Südkorea         | 3:3 (0:2) | Deutschland |  |
| Niederlande      | 3:3 (2:0) | Neuseeland  |  |

### Zwischenrunde

#### Gruppe C
Tabelle
| Pl. |             | Sp. | Tore | Pkt. |                  |
| --- | ----------- | --- | ---- | ---- | ---------------- |
| 1.  | Australien  | 3   | 9:5  | 9    | Finale           |
| 4.  | Spanien     | 3   | 8:6  | 6    | Finale           |
| 3.  | Neuseeland  | 3   | 6:8  | 1    | Spiel um Platz 3 |
| 2.  | Niederlande | 3   | 6:10 | 1    | Spiel um Platz 3 |

Spiele
| 8. Dezember 2011  |           |             |  |
| Spanien           | 3:2 (1:1) | Neuseeland  |  |
| Australien        | 4:2 (1:0) | Niederlande |  |
| 10. Dezember 2011 |           |             |  |
| Niederlande       | 1:3 (1:2) | Spanien     |  |
| Australien        | 2:1 (1:1) | Neuseeland  |  |

#### Gruppe D
Tabelle
| Pl. |                | Sp. | Tore | Pkt. |                  |
| --- | -------------- | --- | ---- | ---- | ---------------- |
| 1.  | Deutschland    | 3   | 10:4 | 7    | Spiel um Platz 5 |
| 2.  | Großbritannien | 3   | 7:6  | 6    | Spiel um Platz 5 |
| 3.  | Pakistan       | 3   | 7:9  | 3    | Spiel um Platz 7 |
| 4.  | Südkorea       | 3   | 8:13 | 1    | Spiel um Platz 7 |

Spiele
| 8. Dezember 2011       |           |                        |  |
| Pakistan               | 6:2 (2:2) | Südkorea               |  |
| Deutschland            | 2:1 (1:1) | Vereinigtes Königreich |  |
| 10. Dezember 2011      |           |                        |  |
| Deutschland            | 5:0 (2:0) | Pakistan               |  |
| Vereinigtes Königreich | 4:3 (0:1) | Südkorea               |  |

## Finalrunde
| 11. Dezember 2011 |                |                        |                  |
| Pakistan          | 5:4 (3:2, 4:4) | Südkorea               | Spiel um Platz 7 |
| Deutschland       | 1:0 (1:0)      | Vereinigtes Königreich | Spiel um Platz 5 |
| Neuseeland        | 3:5 (2:2)      | Niederlande            | Spiel um Platz 3 |
| Australien        | 1:0 (0:0)      | Spanien                | FINALE           |